# Browningia amstutziae
Browningia amstutziae es una especie de planta suculenta perteneciente al género Browningia, dentro de la familia Cactaceae. Es endémica del norte de Perú.

## Descripción
Browningia amstutziae es una especie de cactus que crece en forma de árbol, alcanzando alturas de hasta 5 m. El tronco mide de 1 a 2 m de alto y tiene un diámetro de hasta 40 cm. La copa es suelta y está muy ramificada. Los tallos son de color verde grisáceo a sucio y tienen un diámetro de hasta 10 cm. 
Presentan alrededor de 11 costillas, sobre las cuales se sitúan areolas marrones muy juntas. Éstas contienen espinas erizadas de color marrón que se vuelven grises o negras con la edad. Se distinguen 6 espinas centrales dirigidas hacia abajo, de hasta 4,5 cm de largo y de 8 a 10 espinas marginales flexibles, que miden hasta 1 cm de largo.
Las flores, de amplia apertura, son de color crema a blanco. Son nocturnas, miden hasta 4,5 cm de largo y tienen el mismo diámetro.

## Distribución y hábitat
El área de distribución nativa de esta especie es Perú y crece principalmente en biomas desérticos o de matorrales secos, a elevaciones que oscilan entre los 3.500 y 4.000 metros sobre el nivel del mar. Además es común en las regiones de Pasco y Junín, creciendo en acantilados escarpados de bosques húmedos nubosos y de niebla.

## Taxonomía
La primera descripción de esta especie fue como Gymnocereus amstutziae, publicada en 1957 por los botánicos alemanes Werner Rauh y Curt Backeberg en el libro Descriptiones Cactacearum Novarum 1: 14 (1956 publ. 1957).
Más tarde, los botánicos Paul Clifford Hutchison y Hans Krainz trasladaron la especie al género Browningia, por lo que pasó a llamarse Browningia amstutziae. Registraron estos cambios en el libro Die Kakteen 31 y 32, publicado 1965.
Etimología
- Browningia: nombre genérico otorgado en honor de Webster E. Browning (1869-1942), exdirector del Instituto Inglés de Santiago de Chile.[7]
- amstutziae: epíteto específico otorgado en honor a la botánica Erika Amstutz, que trabajó unos cuantos años en Oroya, Perú, y descubrió la especie.[8]

## Estado de conservación
En la Lista Roja de Especies Amenazadas de la UICN, la especie está clasificada como "Datos Insuficientes (DD)"

## Usos
Se cultiva principalmente como planta ornamental y su propagación se realiza normalmente a través de esquejes o semillas.